# Mitologia de Niue
La mitologia de Niue es relaciona amb alguns dels mites que predominen a l'illa de Niue, un país insular oceànic en lliure associació amb Nova Zelanda. Tot i que la mitologia niuiana parla d'una colonització abans del 500, l'illa va ser poblada pels polinesis de Samoa al voltant del 900. Els cinc déus principals de Niue es coneixen com els tupua (déus principals de Niue), i inclouen Fao, Huanaki, Fakahoko, Laga-iki i Lagi-atea, que segons diversos relats, van arribar de Fonuagalo (el país perdut), Tulia, Toga-liulu, o potser altres illes. En els mites d'Avatele, es diu que els déus van venir de dins de la terra en lloc de Fonuagalo. També hi ha molts altres déus a la mitologia niuiana, des de déus peixos fins a rates voladores.

## Antecedents
Segons Peniamina, un missioner d'una illa del Pacífic estacionat a Niue, els illencs es consideren els descendents de Huanaki i Fao. Creuen que Huanaki i Fao van ser els primers a colonitzar l'illa que havia sortit lleugerament per sobre del sòl amb el mar colpejant les seves costes. Quan van aterrar a l'illa, van fer caure els peus en una acció forçada sobre la superfície de l'illa dues vegades; a la primera trepitjada, l'aigua (marees) va retrocedir, donant lloc a l'aparició de la terra, i amb la segona trepitjada, es va crear vegetació en forma d'herba, arbres i altra vegetació. Els mites Nui de les illes del Pacífic s'han interpretat com a resultat de dos esdeveniments d'elevació còsmica que s'havien produït a l'illa en els últims 2.000 anys, semblant a una situació similar prevalent a diverses zones del sud-oest i l'oest de les illes del Pacífic. L'elevació produïda pels terratrèmols podria ser la raó per relacionar-los amb els mites de Niue i també de Tonga.

## Deitats
Els cinc tupua (déus principals de Niue) són Fao, Fakahoko, Huanaki, Laga-iki i Lagi-atea. Segons el mite, el primer a trepitjar l'illa va ser Fao, seguit de Huanaki. També es diu que Fao era un dels cinc déus principals de Niue (tupua), que es diu que va arribar a Niue sota una piscina de l'escull prop de la base dels penya-segats, i que després "va pujar per construir una residència a Toga-liulu". Fakahoko és un déu de la guerra i un dels cinc déus principals de l'illa. Lagi-atea és un dels cinc déus principals de Niue i es diu que va causar la mort a l'univers. Lagihalulu presagia mala sort. Lage-iki és un altre dels cinc déus principals dels illencs; té molts fills i es diu que resideix a la regió occidental de l'illa; és el responsable de la mort al món.
Molts altres déus i deesses s'esmenten a la mitologia niuiana:
- Atelapa: el déu de la kale (ocell Porphyrio).[4][8]
- Fakakonaatua: representa els meteorits i els trons, i és adorat abans de la batalla per enverinar els déus de l'enemic.
- Fakapaete: un déu que protegeix dels atacs de les pedres.[9]
- Halapouli: un déu que es diu que s'invoca quan es llança una llança.[10]
- Halevao: el déu de la peka (guineu voladora).[4] Segons la llegenda, els coloms Halevao i Tamalafafa van sortir d'una tomba per "volar pel camí de Nuku-tapa i Oloolo, que és un bosc cremat; i van baixar als penya-segats i al cim dels penya-segats de la costa".[8]
- Haliua: el déu de l'uga (cranc).[4][8]
- Hokohoko: deessa de Niue.[11]
- Lagiofa: un déu recordat durant la guerra.
- Lagitaitaia: un déu de peixos amb ratlles al cos que es diu que calma el mar després d'una tempesta.[6]
- Lata: un déu savi de la benevolència.[12]
- Liavaha: un déu peix que després d'una tempesta marina calma el mar.[13]
- Luatotolo: un déu que pot forçar tots els altres déus al fons del mar.[14]
- Luatupua: un dels déus principals de la regió sud de l'illa que també és capaç de forçar altres déus al fons del mar.[15]
- Lageikiua, Lagihulugia i Lagiloa: són altres déus de l'illa.
- Makapoelagi: el déu del cel.
- Makapoe-Lagi: és un dels déus principals de la part oriental de l'illa.[16]
- Tafehemoana: un poderós déu del mar.[17]
- Tagaloa-fofoa, Tagaloa-lahi, Tagaloa-motumotu, Tagaloa-uluulu: són deesses de Niue.[18]
- Tamalafafa: el déu del colom.[4][8]
- Tihatala: el déu del tuaki (ocell tropical)[4][8]
- Tilalofonua: el déu de la kuma (rata) i ocell del cel. Segons el mite, es deia que en Tilalofonua li va suplicar unes ales a Halevao, però sense èxit. Va pregar durant molt de temps i finalment els va concedir Halevao després de demostrar el seu amor.[4][8]
- Tolioatua: el déu de la fam i déu dels lladres.[19]